# روبرت هارفي (سياسي)
روبرت هارفي (بالإنجليزية: Robert Harvey)‏ هو سياسي أسترالي، ولد في 28 أبريل 1897، وتوفي في 14 يونيو 1968. انتخب عضو مجلس نواب تسمانيا.